# 月刊フルコンタクトKARATE
月刊フルコンタクトKARATE（げっかんフルコンタクトからて）は、株式会社福昌堂より発行されていた武道格闘技月刊誌である。

## 特徴
1985年（昭和60年）5月に創刊され、題名のとおりにフルコンタクト空手を主に扱っており（伝統派空手は姉妹誌の「月刊空手道」が扱っている）、他にキックボクシング（ムエタイを含む）ブラジリアン柔術なども扱っている。	1997年、2000年、2001年には少林寺拳法の特集が組まれた。
2015年7月号をもって月刊空手道と統合されたが、2016年に福昌堂が倒産したため、それに伴い事実上廃刊となった。

## 主な連載
- 「心と身体のおもちゃ箱」 平直行
- 「最新!! 治療・トレーニングプロジェクト
- 「第四十四回　厳斗一の日々雑感～テコンドー・インストラクターの毎日～　福昌堂出張所」
- 「Dr.Fのカククリ診察室」
- 「基礎から学ぶバーリトゥードKARATE禅道会」
- 「道場探訪記」